# LMDh

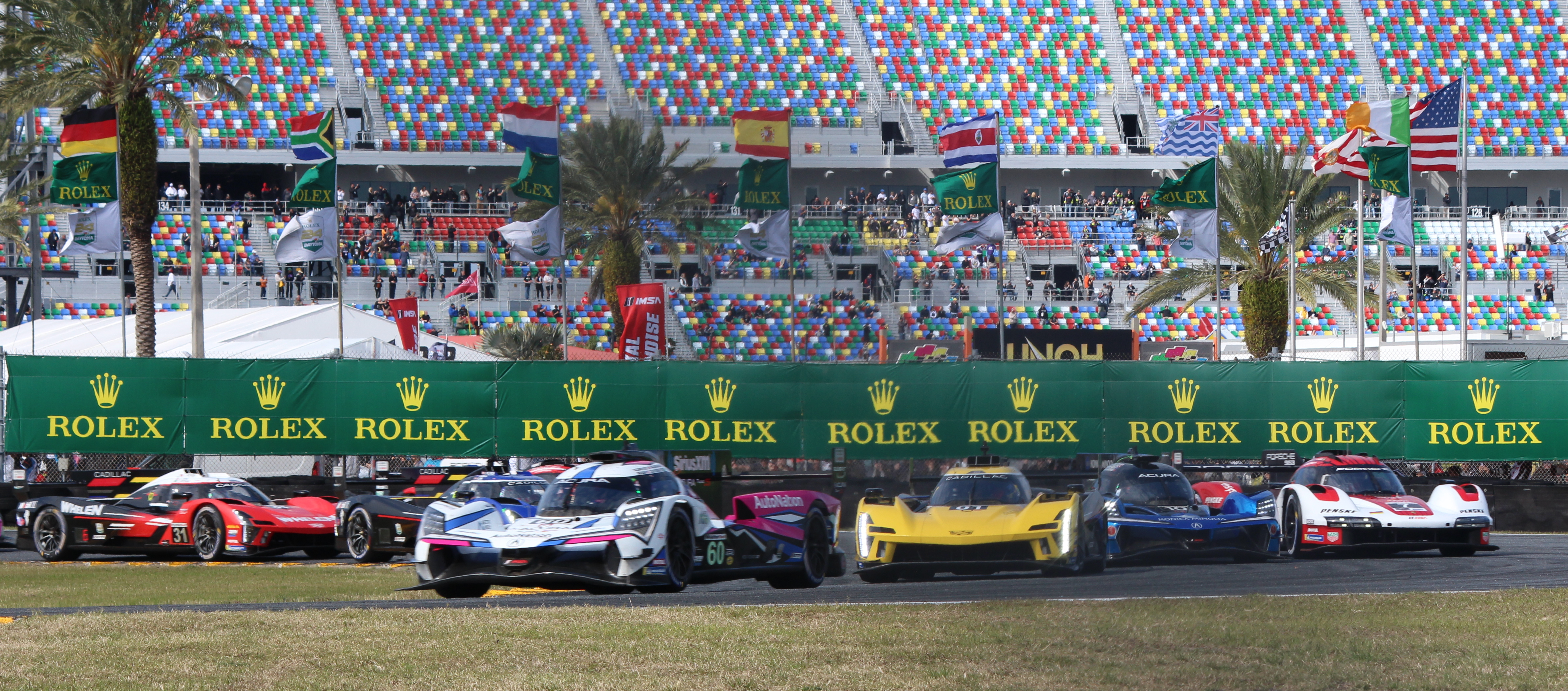
Гиперкары LMDh на старте «24 часов Дейтоны» 2023 года

LMDh (англ. Le Mans Daytona h, обычно используется аббревиатура) — класс гоночных автомобилей-спортпрототипов, выступающих в чемпионате мира по гонкам на выносливость, в том числе в гонке «24 часа Ле-Мана», а также в чемпионате IMSA по гонкам на спорткарах. Вместе с гиперкарами Ле-Мана, с которыми имеет сопоставимые характеристики благодаря балансу производительности, составляет высшие классы — класс гиперкаров в чемпионате мира и класс GTP (прототипы Гран Туризмо) в чемпионате IMSA. Требования для данной категории разработаны совместно IMSA и Западным автомобильным клубом. В чемпионате IMSA данный класс сменил категорию международных прототипов Дайтоны (DPi).

## История
Класс представляет собой развитие идеи, использованной ранее в классе DPi, и первоначально назывался DPi 2.0: прототипы должны были использовать шасси одного из четырёх производителей класса LMP2 с мотором, разработанным одним из крупных автомобильных производителей. Впервые класс DPi 2.0 был представлен в мае 2019 года как новое поколение машин DPi, его отличие должно было заключаться в использовании гибридных двигателей и в большем разнообразии элементов фирменного стиля, которые могли использовать конкретные автопроизводители на базе стандартных шасси. Класс должен был прийти на смену предыдущему поколению DPi с 2022 года (позднее было отложено до 2023 года). В июле 2019 года руководитель чемпионата мира по гонкам на выносливость Жерар Нево сообщил, что ведётся работа по сближению уровня производительности разрабатываемых гиперкаров Ле-Мана (LMH) и DPi 2.0, чтобы машины могли состязаться в объединённой категории в рамках чемпионата мира. Ряд производителей проявили интерес к такому решению, так как участие в новом классе позволяло снизить расходы по сравнению с гиперкарами Ле-Мана, которые требовали разработки с нуля. 24 января 2020 года, в рамках очередной гонки «24 часа Дейтоны», на совместной пресс-конференции Западного автомобильного клуба и IMSA состоялся анонс нового класса, получившего название LMDh, как будущего высшего класса для чемпионата мира и чемпионата IMSA, с производительностью, унифицированной с гиперкарами Ле-Мана.

## Технические характеристики
Минимальная масса составляет 1030 кг. Максимальная мощность двигателя, включая гибридную составляющую — 670 л. с. Разрешено использование омологированных шасси четырёх производителей: Oreca, Ligier, Dallara и Multimatic. Для уравнивания с гиперкарами Ле-Мана используется глобальный баланс производительности.

## Автомобили и производители
| Производитель | Модель      | Фото | Шасси      | Дебют | Источник                    |
| ------------- | ----------- | ---- | ---------- | ----- | --------------------------- |
| Acura         | ARX-06      |      | Oreca      | 2023  | [ 9 ]                       |
| BMW           | M Hybrid V8 |      | Dallara    | 2023  | [ 10 ]                      |
| Cadillac      | V-Series.R  |      | Dallara    | 2023  | [ 11 ]                      |
| Porsche       | 963         |      | Multimatic | 2023  | [ 12 ]                      |
| Alpine        | A424        |      | Oreca      | 2024  | [ 13 ] [ 14 ] [ 15 ] [ 16 ] |
| Lamborghini   | SC63        |      | Ligier     | 2024  | [ 17 ] [ 18 ]               |
| Genesis       | GMR-001     |      | Oreca      | 2026  | [ 19 ] [ 20 ]               |
| Ford          | TBA         |      | TBA        | 2027  | [ 21 ]                      |
| McLaren       | TBA         |      | TBA        | 2027  | [ 22 ]                      |